# Henrik Becker
Henrik Becker (* 7. September 1902 in Budapest; † 10. Februar 1984 in Jena) war ein deutscher Sprachwissenschaftler.
Er studierte Germanistik an der Universität Leipzig und promovierte dort im Jahre 1923. Im Jahre 1924 wurde er Lektor an der Universität Budapest und 1926 Volontärsassistent des Sprachwissenschaftlichen Instituts der Universität Leipzig. Im Jahre 1951 wurde er zum Professor mit Lehrauftrag für die deutsche Sprache und ältere Deutsche Literatur und 1953 zum Professor für Germanistik in Jena bestellt. Im Jahre 1956 wurde er zum Direktor des Instituts für Sprachpflege und Wortforschung ernannt, im Jahre 1968 erfolgte seine Emeritierung.
Er stand seit 1924 im engen Kontakt mit dem Prager Linguisten Zirkel um Vilém Mathesius.
Sein Nachlass befindet sich im Archiv der Uni Jena.

## Nachruf
- Liebsch, Helmut (1984): „Henrik Becker zum Gedenken.“ In: Sprachpflege 33 (1984) 6: 84.

## Schriften
- Das deutsche Neuwort; Leipzig: Rohmkopf; 1933, 105 S.
- Trutzbüchlein der Deutschen, zusg. von Henrik Becker; Leipzig: Reclam; 1939 76 S.
- Deutsche Sprachkunde, Teil 1: Sprachlehre; Leipzig: Reclam 1941, 335 S.
- Der Sprachbund; Leipzig und Berlin: Gerhard Mindt (Die Humboldt-Bücherei); 1948. 167 S.
- Deutsche Sprachlehre: für Berufsschulen und zum Selbststudium; 2. Aufl., Ausg. 1954; Berlin : Volk und Wissen; 1957
- Plan zum natuerlichen Sprachsystem; In: Linguistica generalia; 1984
- Stilwörterbuch: [verf. ... von den Germanisten des Instituts für Sprachpflege und Wortforschung der Friedrich-Schiller-Universität Jena, geleitet von Henrik Becker]; Leipzig : Bibliogr. Inst., 1966

## Aufsätze
Beiträge in der Wissenschaftlichen Zeitschrift der Friedrich-Schiller-Universität Jena (gesellschafts- und sprachwissenschaftliche Reihe):
- Der Sinn des Graalsmäres; 1(1951/52)1, 29–30.
- Zur alten Frage: Epos und Drama; 2(1952/53)1, 31–34.
- Hundert Thesen zur Sprachwissenschaft; 2(1952/53)1, 73–98.
- Grundsätzliches zum 14.–16. Jahrhundert; 2(1952/53)2, 63–72.
- Ein Friedenskampf im Jahre 507. Zu den Fredegarerzählungen; 2(1952/53)3, 111–116.
- Der Friedensgedanke im altfranzösischen Rolandlied; 2(1952/53)5, 45–48.
- Zum Waltharius, 2(1952/53)5, 65–68.
- Epenfragen; 4(1954/55)1/2, 1–34.
- Der Wartburgkrieg und Heinrich von Ofterdingen; 4(1954/55)3/4, 323–326.
- Ist Schiller Volks verständlich?; 5(1955/56)1, 73–78.
- Zur lyrischen Gattung; 5(1955/56)4/5, 465–489.
- Kritisches Namenverzeichnis zum Krimhildlied; 5(1955/56)6, 709–726.
- Plan eines deutschen Wörterbuchs; 5(1955/56)6, 727–734.
- Wissenschaftliche Sprachpflege; 7(1957/58)1, 113–118.
- Urteil und Sprachbau; 7(1957/58)2/3, 387–392.
- Schillers viele Gesichter; 8(1958/59)4/5, 413–427.
- Das Mindestmaß an Sprachlehre; 9(1959/60)1/2, 141–159.
- Zum Frauendienst; 9(1959/60)4/5, 449–467.
- Teilsysteme der Schulsprachlehre; 9(1959/60)4/5, 469–475.
- Was war vor der Renaissance?; 10(1960/61)2, 295–300.
- Sprachpflege in allen Fächern; 12(1963)2/3, 135–144.
- Zur Jassischen Wortliste; 14(1965)1, 159–161.
- Neue Sprachlehre; 14(1965)1, 163–171.
- Die Gegenwart als letztes Stück der Geschichte; 14(1965)3, 455–459.
- Zum wahren Homer; 14(1965)3, 509–518.
- Auf der Suche nach Einfachheit. Um eine Kernfrage aller Sprachen; 16(1967)5, 643–651.
- Anschaulichmachen von Wortfügung und Wortgebrauch; 16(1967)5, 723–736.
- Namen für alle Wortformen; 21(1972)5/6, 753–768.

## Nachlass
- Nachlass von Henrik Becker